# Samuel Medary
Samuel Medary (contea di Montgomery, 25 febbraio 1801 – Columbus, 7 novembre 1864) è stato un politico statunitense.

## Biografia
Nato e cresciuto nella contea di Montgomery, in Pennsylvania, Medary si stabilì in Ohio nel 1825. Dopo un mandato alla Camera dei Rappresentanti dell'Ohio (1834) e uno al Senato dell'Ohio (1836-1838) come democratico jacksoniano, acquistò un giornale a Columbus chiamato Ohio Statesman, che fu pubblicato fino al 1857. Medary u inoltre attivo nelle Convention nazionali democratiche di Baltimora del 1844, dove fu importante per la nomination di James Knox Polk, e di Cincinnati del 1856, dove fu presidente pro tempore. Il presidente James Buchanan lo nominò governatore del territorio del Minnesota dal 23 aprile 1857 al 24 maggio 1858. L'11 maggio 1858 il Minnesota divenne uno stato e fu eletto Henry Hastings Sibley.
Medary fu anche governatore del territorio del Kansas dal dicembre 1858 al dicembre 1860.
Dopo i due governatorati, Medary tornò a Columbus, dove pubblicò un nuovo giornale chiamato The Crisis, particolarmente critico nei confronti del governo statunitense. Nel 1864, Medary fu accusato di cospirazione contro il governo da un grand jury federale e per questo, arrestato. Fu rilasciato ma morì a Columbus prima di essere processato. Medary fu sepolto al Greenlawn Cemetery, a Columbus.
Le cittadine di Medary, nel Dakota del Sud e di Medaryville,  nell'Indiana sono così chiamate in suo onore.